# 토마스 C. 오든
토마스 오든(Thomas Clark Oden,1931. 10. 21, - 2016. 12. 8)은 감리교회의 신학자이며 종교 연구가이며, 고전정통주의를 형성한 신학자이다.
미국, 감리교회 목사이며, 감리교 계통 대학인 드루대학교 신학대학원에서 조직신학과 기독교윤리를 가르쳤고, 개신교회 공교회주의 신학의 전통을 잇는 '고전정통주의 신학'의 아버지로 불린다.
기독교 신학계가 20세기에서 21세기를 열었던 가장 영향력 있는 신학자들 중 한 명으로 뽑힌다.

## 약력

### 학력
토마스 오든은 미국 오클라호마 주에서 태어났다. 어린 시절에는 변호사와 목사의 사명에서 고민했었고, 2차 세계대전 이후 목사가 되기로 결심하였다고 한다. 오클라호마 대학교에 학사 학위를 받은 후, 감리교 신학교인 남감리교대학교(서던메소디스트 대학교) 신학대학원을 졸업하였다. 예일대학교에서 석사(1958)와 철학박사 학위(1960)를 받았다.

### 경력
오든은 예일대학교, 남감리교 대학교, 독일의 하이델베르크 대학교, 프린스턴 신학대학원, 로모노소프 대학교, 폰티칼 그레고리 대학교 등에서 강의하고, 감리교 신학교(신학대학원)가 있는 드류대학교에서 정교수가 되어 은퇴까지 가르쳤다.

## 신학 경향

### 초기 신학 경향
오든의 초기 신학적 배경은 전공인 조직신학적 바탕에 정치 실천적인, 진보적 신학의 모습을 보였다. 이후 에큐메니칼 운동에 참여하면서 20세기 초반 미국이 자유주의 신학, 즉 진보적 신학이 파편적 모습에서 통합적 에큐메니컬 교회를 이끌 수 없다는 견해를 지니게 되었다. 통합적 시각으로 상담과 목회의 통합과 정신분석학과 신학의 통합에 대한 관심을 기울이기도 하였다.

### 후기 신학 경향
현대적 입장에서 통합도 점차 신학적 한계를 느꼈던 오든은, 도리어 현대의 분파적인 신학보다는 고대전통적 신학, 즉 고대 교회의 교부들의 통합적 사고와 로마제국 지배하에서 형성된 정통신학적 입장이 현재 교회에 더욱 효과적이라 주장하였고, 2000년 전통을 따르는 기독교 고전에 기반한 정통복음주의 신학으로 전환하였다. 오든은 11세기 이전의 공교회 회의(공의회)와 동방교회 지역, 헬라어 사용 교부들과 서방교회 지역, 라틴어 사용 교부들, 이후 기독교 전통과 공의회 사상, 정통적 신학을 효과적으로 현대에 나타내기 위해서 노력하였다.

## 고전정통주의 정립
이런 오든의 신학적 사상과 저작은 '고전정통주의'(paleo-orthodoxy)로 불리며 개신교회 내에서 21세기 신학적 중요한 주제로 발전하였다. 특히 감리교회를 포함한 공교회주의 노선의 개신교회 교파들에게 많은 영향을 끼쳤으며, 개혁주의 노선의 개신교파에도 교부들 연구와 전통에 대한 관심을 불러일으켰다. 대한민국 내에서는 기독교 신구교 할 것 없이 고대정통주의 신학 연구와 신학 고전, 교부신학 연구에는 오든의 연구결과가 참조되며, 교부들과 고대 기독교회 본문과 교부 및 고대 신학 자료 등도 신구교 출판사들에서 번역하여 출판하였다.
특히 그의 신학적 흐름과 전개를 보여주는 조직신학(교리신학) 서적인 '고전 기독교: 조직신학' (Classic Christianity: A Systematic Theology, 2009)은 그가 주장하는 전통 복음주의와 고전정통주의를 이해하는 중요한 저작이다. 그리고 이론만이 아니라 실천적 분야에서 고전 전통을 따르고 수용한 목회(사목)의 방향을 제시한 '목회신학'(Pastoral Theology: Essentials of Ministry, 1983)은 성직자로서 안수 받은 목사의 사명에서 보살핌까지 성례전을 포함하여 모든 목회 범위를 고전의 바탕 위에서 다시 한번 명확히 구성하여 제시하였다.

## 작품
- The Crisis of the World and the Word of God, 1962
- Radical Obedience: The Ethics of Rudolf Bultmann, 1964
- The Community of Celebration, 1964
- 케리그마와 상담 Kerygma and Counseling, 1966
- Contemporary Theology and Psychotherapy, 1967
- The Structure of Awareness, 1969,1978 (Standard Book #:687-40075-9)
- The Promise of Barth, 1969
- Beyond Revolution, 1970
- The Intensive Group Experience, 1972
- After Therapy What?, 1974
- Game Free: the Meaning of Intimacy, 1974
- Should Treatment Be Terminated?, 1976
- TAG: The Transanctional Game, 1976
- Parables of Kierkegaard, 1978
- Agenda for Theology, 1979, rpt as After Modernity...What?, 1992 (ISBN 0-310-75391-0)
- Guilt Free, 1980
- 목회신학. Pastoral Theology: Essentials of Ministry, 1983 (ISBN 0-06-066353-7)
- Care of Souls in the Classic Tradition, 1984
- Conscience and Dividends, 1985
- Crisis Ministries, was Vol 1 Classical Pastoral Care Series, 1986, rpt as Vol 4, 1994
- Becoming a Minister, Vol 1 Classical Pastoral Care Series, 1986, 1994
- The Living God, Systematic Theology, Vol 1, 1987, 1992
- Doctrinal Standards in the Wesleyan Tradition, 1988, rev 2008 (ISBN 0-310-75240-X)
- Phoebe Palmer: Selected Writings, 1988
- Ministry Through Word and Sacrament, Vol 4 Classical Pastoral Care Series, 1988, rpt 1994
- The Word of Life Systematic Theology, Vol 2, 1989, rpt 1992, 1998
- First and Second Timothy and Titus: Interpretation, 1989, rpt 2012
- Pastoral Counsel, Vol 3 Classical Pastoral Care Series, 1989, rpt 1994
- Life in the Spirit, Systematic Theology, Vol 3, 1992 rpt 1994,1998
- Two Worlds: Notes on the Death of Modernity in America and Russia, 1992
- The Transforming Power of Grace, 1993 (ISBN 0-687-42260-4)
- John Wesley's Scriptural Christianity: A Plain Exposition of His Teaching on Christian Doctrine, 1994 (ISBN 0-310-75321-X)
- Corrective Love: The Power of Communion Discipline, 1995 (ISBN 0-570-04803-6)
- Requiem: A Lament in Three Movements, 1995 (ISBN 0-687-01160-4)
- The Justification Reader, 2002
- The Rebirth of Orthodoxy: Signs of New Life in Christianity, 2003 (ISBN 0-06-009785-X)
- One Faith: The Evangelical Consensus (written with J. I. Packer), 2004 (ISBN 0-8308-3239-4)
- The Humor of Kierkegaard: An Anthology, 2004
- Turning Around the Mainline: How Renewal Movements Are Changing the Church, 2006
- How Africa Shaped the Christian Mind, 2007, pb 2010
- Good Works Reader, Classic Christian Reader Series, 2007
- Classic Christianity: A Systematic Theology, 2009 (ISBN 978-0061449710)
- In Search of Solitude: Living the Classic Christian Hours of Prayer, 2010
- The African Memory of Mark: Reassessing Early Church Tradition, 2011
- Early Libyan Christianity, 2011
- John Wesley's Teachings

Vol 1: God and Providence, 2012 (ISBN 978-0310328155)
Vol 2: Christ and Salvation, 2012 (ISBN 978-0310492672)
Vol 3: Pastoral Theology, 2013 (ISBN 978-0310587095)
Vol 4: Ethics and Society, 2014 (ISBN 978-0310587187)
- A Change of Heart: A Personal and Theological Memoir, 2014
- Classical Pastoral Care series reprint, 1994

Vol 1: Becoming A Minister (ISBN 0-8010-6763-4)
Vol 2: Ministry through Word and Sacrament (ISBN 0-8010-6764-2)
Vol 3: Pastoral Counsel (ISBN 0-8010-6765-0)
Vol 4: Crisis Ministries (ISBN 0-8010-6766-9)
- General editor, Ancient Christian Commentary on Scripture that Oden describes as a multi-volume patristic commentary on Scripture by the “fathers of the church” spanning “the era from Clement of Rome (fl. c. 95) to John of Damascus (c.645-c.749).”[1] Detailed information about the set can be found at the publisher

Essays In Honor of Thomas C. Oden
- Ancient & Postmodern Christianity: Paleo-Orthodoxy in the 21st Century, Essays In Honor of Thomas C. Oden, Christopher Hall and Kenneth Tanner, eds, 2002 (ISBN 0-8308-2654-8)

## 같이 보기
- 고전정통주의
- 신정통주의
- 교부
- 공교회주의
- 자유주의신학